# Bukowa Woda
Bukowa Woda (niem. Hochenwald Wasser) – niewielki strumień w północno-zachodniej Polsce, prawy dopływ Lisiego Potoku. Płynie przez środkową część Puszczy Bukowej w województwie zachodniopomorskim. 
Bukowa Woda wypływa na południowy wschód stoku Szczucina opodal Bukowej Ścieżki, płynie na północnemu zachodowi wciętym korytem i uchodzi do Lisiego Potoku z jego prawego brzegu na południowym krańcu Moskiewskiego Obozowiska. Tuż przed ujściem przyjmuje z prawej krótki dopływ bez nazwy.